# Reka (gmina Cerkno)
Reka – wieś w Słowenii, w gminie Cerkno. W 2018 roku liczyła 76 mieszkańców.